# 撒克里球
撒克里球是在恆星形成區IC 2944的外層空間內，密集、不透明的塵埃雲，也就是一般所謂的包克球。
這是天文學家大衛·撒克里在1950於IC 2944中最先發現的，但目前對於這些小球的起源和本質所知的依然很有限。這些小球通常與大量氫發射星形成區聯結在一起，而這些氫氣會釋放出灼熱的光。
這些集合體，通常擁有15倍太陽質量的物質，這種含氫量豐富的區域，像是IC 2944，充滿了被比太陽更大和更熱但鬆散的星團中恆星照亮和加熱的塵埃和氣體。在距離上，IC 2944是與我們非常靠近的星際物質，它位在半人馬座，距離只有5,900光年。
它們被認為是潛在的恆星誕生場所，但是可能會被附近恆星強烈的輻射侵蝕掉。
撒克里球會受到年輕恆星強烈紫外線的擾動而破碎，高熱的恆星經常會照亮和使加熱發射星雲。和這些雲氣聯繫在一起的黑暗小球與其他恆星形成區，最終可能會因為不適宜的環境而潰散掉－像是在煎鍋中的牛油。